# Le Châtel
Le Châtel ist eine Commune déléguée in der französischen Gemeinde La Tour-en-Maurienne im Département Savoie in der Region Auvergne-Rhône-Alpes mit 172 Einwohnern (Stand 1. Januar 2022). 
Die Gemeinde Le Châtel wurde am 1. Januar 2019 mit Pontamafrey-Montpascal und Hermillon zur Commune nouvelle La Tour-en-Maurienne zusammengeschlossen, sie hat seither den Status einer Commune déléguée.
Die Gemeinde Le Châtel gehörte zum Kanton Saint-Jean-de-Maurienne im gleichnamigen Arrondissement. Sie grenzte im Nordwesten und im Südwesten an Pontamafrey-Montpascal, im Nordosten an Saint-Jean-de-Belleville, im Westen und im Süden an Hermillon und im Westen an Montvernier.

## Bevölkerungsentwicklung
| Jahr      | 1962 | 1968 | 1975 | 1982 | 1990 | 1999 | 2008 | 2014 |
| --------- | ---- | ---- | ---- | ---- | ---- | ---- | ---- | ---- |
| Einwohner | 227  | 200  | 129  | 108  | 100  | 134  | 192  | 195  |